# John Lytton, 5. Earl of Lytton

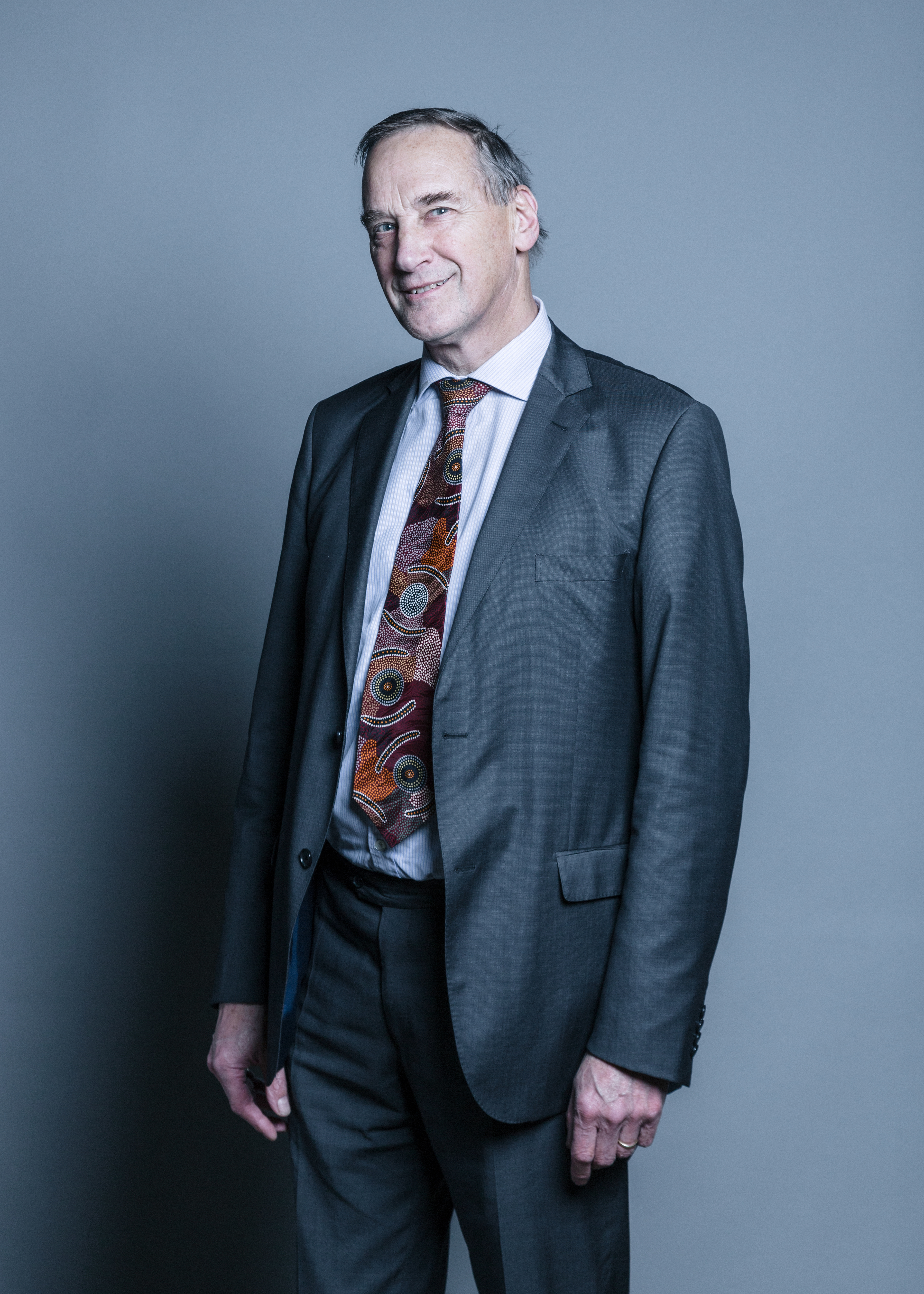
John Lytton, 5. Earl of Lytton, 2018

John Peter Michael Scawen Lytton, 5. Earl of Lytton DL (* 7. Juni 1950) ist ein britischer Peer, Politiker und Immobiliensachverständiger.

## Leben und Karriere
John Lytton ist der älteste Sohn von Noel Lytton, 4. Earl of Lytton und Clarissa Mary Palmer. Als Heir apparent seines Vaters führte er ab 1951 den Höflichkeitstitel Viscount Knebworth.
Nach dem Besuch der Downside School in Bath studierte er an der University of Reading und schloss das Studium 1972 mit dem Bachelor of Science in Gebäudemanagement ab. Nach dem Studium arbeitete er 13 Jahre für die britische Steuerbehörde (Inland Revenue) und einige weitere Jahre für die Immobilienfirma Permutt Brown & Co. and Cubitt & West. Im Januar 1988 gründete er sein eigenes Unternehmen, die Lytton & Co., Chartered Surveyors, das er bis heute leitet. Er ist Fellow der Royal Institution of Chartered Surveyors (einem Berufsfachverband für Immobilienhändler) und Mitglied des Chartered Institute of Arbitrators (einem Berufsfachverband für Schlichter und Mediatoren). John Lytton hält Vorträge über seinen berühmten Vorfahren Lord Byron und ist einer der Vorsitzenden der International Byron Society.
Beim Tod seines Vaters im Jahr 1985 erbte er dessen Adelstitel als 5. Earl of Lytton, 5. Viscount Knebworth, 6. Baron Lytton, 18. Baron Wentworth und 6. Baronet (of Knebworth). Seinen Sitz im House of Lords verlor er zunächst mit Inkrafttreten des House of Lords Act 1999, konnte aber 2011 als gewähltes Mitglied dorthin wieder zurückkehren. Im Parlament gehört er der parteilosen Fraktion der Crossbencher an. Im Oktober 2011 wurde er einem Deputy Lieutenant von West Sussex ernannt.

## Familie
John Lytton heiratete im Jahre 1980 Ursula Alexandra Komoly, Tochter von Anton Theodore Komoly. Zusammen haben sie drei Kinder:
- Philip Anthony Scawen Lytton, Viscount Knebworth (* 1989);
- Katrina Mary Noel Lytton (* 1985);
- Wilfrid Thomas Scawen Lytton (* 1992).

1984 erbte Lytton von seiner Tante das Anwesen Newbuildings Place in West Sussex, wo er mit seiner Familie bis heute lebt. Der Familiensitz der Lyttons, Knebworth House in Hertfordshire, wird von seiner Cousine bewirtschaftet.